# Kristen Connolly
Kristen Nora Connolly (Montclair, Nova Jersey, 12 de juliol de 1980) és una actriu estatunidenca, coneguda principalment pels seus papers a la pel·lícula The Cabin in the Woods i a la sèrie de televisió House of Cards.

## Filmografia

### Cinema
| Any  | Títol                                         | Paper                          | Notes |
| ---- | --------------------------------------------- | ------------------------------ | ----- |
| 2003 | El somriure de la Mona Lisa (Mona Lisa Smile) | Estudiant d'Història de l'Art  |       |
| 2008 | Revolutionary Road                            | Mrs. Brace                     |       |
| 2008 | The Happening                                 | Woman Reading on the Bench     |       |
| 2008 | Meet Dave                                     | Make-Out Girl                  |       |
| 2009 | Confessions of a Shopaholic                   | Woman Who Wins Green Scarf Bid |       |
| 2012 | The Bay                                       | Stephanie                      |       |
| 2012 | The Cabin in the Woods                        | Dana Polk                      |       |
| 2012 | Ex-Girlfriends                                | Laura                          |       |
| 2014 | A Good Marriage                               | Petra Anderson                 |       |
| 2014 | Worst Friends                                 | Zoe                            |       |
| 2017 | The Wizard of Lies                            | Stephanie Madoff               |       |

### Televisió
| Any     | Títol                        | Paper               | Notes                                       |
| ------- | ---------------------------- | ------------------- | ------------------------------------------- |
| 2008    | New Amsterdam                | Fanny               | Episodi: "Honor"                            |
| 2008    | Guiding Light                | Jolene              | 16 episodis                                 |
| 2008    | Law & Order: Criminal Intent | Miranda/Teresa      | Episodi: "Vanishing Act"                    |
| 2008–09 | As the World Turns           | Josie Anderson      | 39 episodis                                 |
| 2009    | Life on Mars                 | Donna               | Episodi: "Let All The Children Boogie"      |
| 2009    | Nurse Jackie                 | Mrs. Vogal          | Episodi: "School Nurse"                     |
| 2009    | Mercy                        | Carey Whitlow       | Episodi: "You Lose Me with the Cinderblock" |
| 2010    | Superego                     | Josey               | Telefilm                                    |
| 2011    | The Good Wife                | Maggie Reeves       | Episodi: "Get a Room"                       |
| 2013–14 | House of Cards               | Christina Gallagher | 17 episodis                                 |
| 2014    | Houdini                      | Bess Houdini        | 2 episodis                                  |
| 2015    | The Whispers                 | Lena Lawrence       | 10 episodis                                 |
| 2015–17 | Zoo                          | Jamie Campbell      | 39 episodis                                 |